# エステファニア (ナバラ王妃)
エステファニア（スペイン語：Estefanía, 1014年ごろ - 1058/66年）は、ナバラ王ガルシア・サンチェス3世の王妃。彼女の親子関係に関して、年代記作者の間で意見が相違している。

## 出自

### 家系
エステファニアの生年月日は不明である。1038/40年の記録に最初にガルシア・サンチェス3世の王妃として確認される。エステファニアの出自に関しては2つの説がある。一つはバルセロナ伯バランゲー・ラモン1世の娘という説、もう一つはビゴール伯ベルナール＝ロジェとその妃ガルセンダの娘という説である。

### 最初の結婚
『サン・ピエール・ル・ヴィフの年代記』の疑わしい記述に加え、エステファニアの初婚に関する他の資料がある。『Histoire Générale de Languedoc』は、引用や原典の参照を示さずに、エステファニアに関するものとみられる1036年の結婚契約の存在について記している。また『Chronica Naierensis』はこれに関係する出来事として、エステファニアと前夫の間の娘はカスティーリャ王サンチョ2世の妃となることが約束されていたが、ガルシア・サンチェス3世の庶子に誘拐されて結婚したことを伝えている。ハイメ・デ・サラザール・イ・アチャ（Jaime de Salazar y Acha）は、これがガルシア・サンチェスの庶子ウンカスティージョ領主サンチョ・ガルセスと妻コンスタンサとの結婚に関する信頼の置ける記録であると示唆しているが、従来コンスタンサの出自については異なる説が唱えられている。サラザール・イ・アチャはコンスタンサの父親をロジェ1世・ド・トスニーと特定することには問題があるとし、このイベリアの十字軍騎士をロジェ1世の甥であるロジェ・ド・トスニーとする説に従っている。

## 子女
ナバラ王ガルシア・サンチェス3世との間に以下の子女が生まれた。
- サンチョ・ガルセス4世（1039年頃 - 1076年） - ナバラ王、プラセンシアと結婚。
- ウラカ・ガルセス（1108年没） - 1074年にナヘラおよびグラニョンの領主ガルシア・オルドーニェス（en）と結婚
- エルメシンダ・ガルセス（1110年7月1日以降没） - イェケダ領主フォルトゥン・サンチェスと結婚
- ラミロ・ガルセス（1083年没） - カラオラ領主
- フェルナンド・ガルセス（1068年没） - ブセスタ領主
- ラモン・ガルセス（1079年以降没） - ムリージョおよびアゴンシリョの領主。兄サンチョ・ガルセス4世を殺害。
- ヒメナ・ガルセス（1085年5月27日以降没） - コルクエトス、オルノス・デ・モンカルビリョおよびダロカの女領主[6]
- マヨール・ガルセス（1115年以降没） - ヤングアス女領主[7]
- サンチャ・ガルセス（1065年没）

また、ロジェ1世・ド・トスニーとの最初の結婚により、1女が生まれた可能性がある。
- コンスタンサ - ガルシア・サンチェス3世の庶子ウンカスティージョ領主サンチョ・ガルセスと結婚